# 大橋頭站
25°03′47″N 121°30′49″E / 25.063089°N 121.513589°E
大橋頭站位於台灣台北市大同區，為台北捷運中和新蘆線（蘆洲線、新莊線）的捷運車站；過去全臺鐵路商務總局曾在附近設有同名車站。

## 車站概要
車站位於民權西路與重慶北路口西北側，車站編號為O12，通車前訂名為大橋國小站，為使車站名稱更具歷史意義，以當地地名「大橋頭」（意指台北大橋橋頭，即延平北路民權西路口）為站名，2010年地方里長聯名提議更名，循程序完成正式核定為「大橋頭站」。原站名大橋國小改為副站名。

## 車站構造

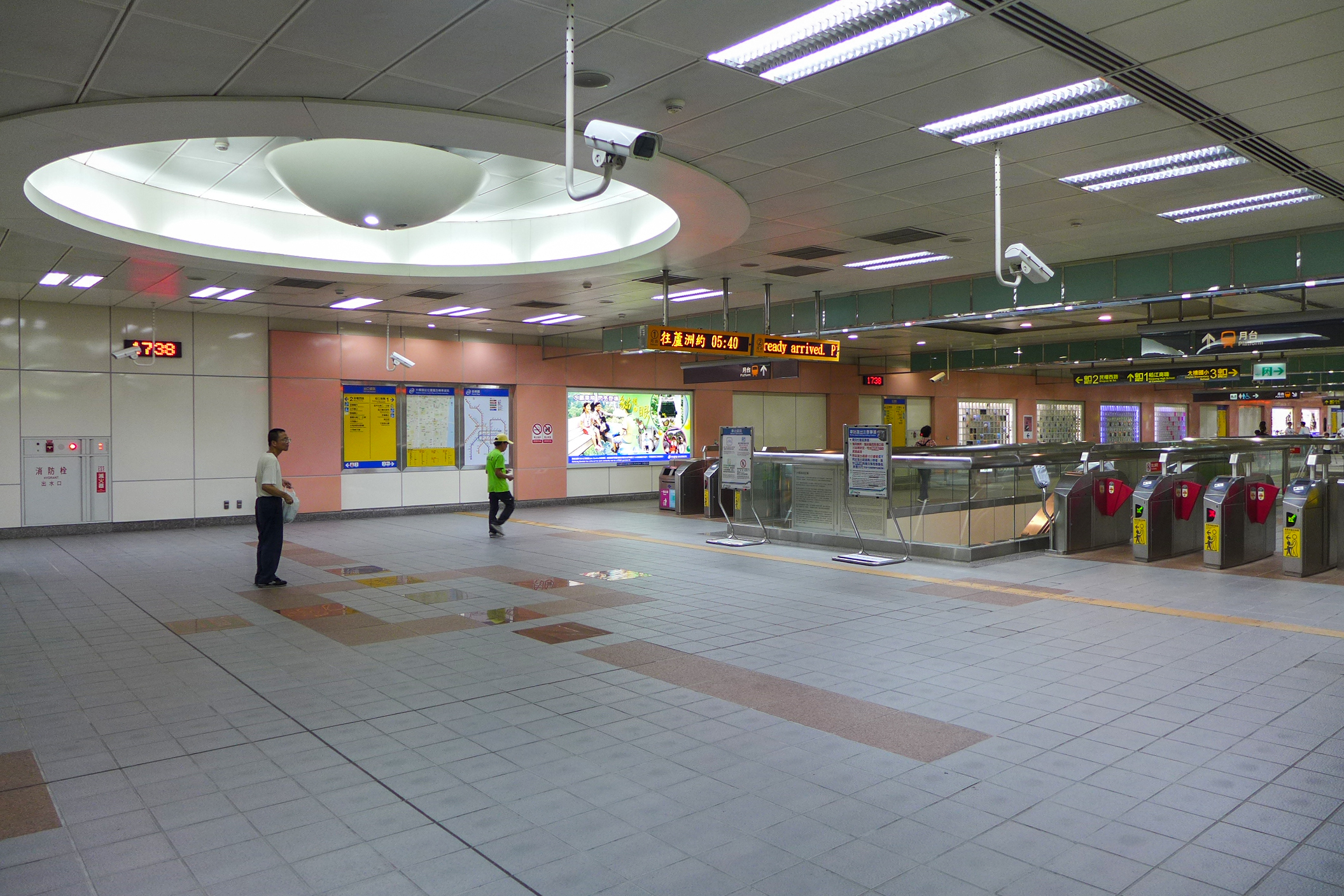
車站大廳

本站為地下四層車站，設有島式月台一座，四座出入口。。本站亦分別連接民權西路與重慶北路口及延平北路口的既有人行地下道。
此外，本站工程開挖至地下32公尺，相當於11層樓的深度，是捷運工程中少數深開挖的車站。

### 車站樓層
資料來源：台北市政府捷運工程局網站
| 地面      | 出入口             | 出入口                                                                          |
| 地下 二樓 | 大廳層             | 車站大廳、詢問處、自動售票機、驗票閘門                                          |
| 地下 二樓 | 大廳層             | 洗手間（付費區內、付費區外出口1附近）                                           |
| 地下 四樓 | 一月台             | ← 中和新蘆線往迴龍方向（O13 台北橋站） ← 中和新蘆線往蘆洲方向（O50 三重國小站） |
| 地下 四樓 | 島式月台，左側開門 |                                                                                 |
| 地下 四樓 | 二月台             | 中和新蘆線往南勢角方向（O11 民權西路站）→                                       |

### 車站出口
出口1、1A位於車站西端，出口2位於車站東端，出口3位於車站北端，無障礙電梯位於出口1。此外出口1連結台北橋人行地下道，此外出口2連結民權重慶地下道。
| 出入口                          | 圖片 | 位置                                   |
| ------------------------------- | ---- | -------------------------------------- |
| 出入口1 · 設有電梯 · 設有手扶梯 |      | 稻江商職                               |
| 出入口1A · 設有手扶梯           | 日景 | 延三夜市(此出口設有共構住宅大樓)       |
| 出入口1A · 設有手扶梯           | 夜景 | 延三夜市(此出口設有共構住宅大樓)       |
| 出入口2 · 設有手扶梯            |      | 民權西路，設有台北市公共自行車租賃系統 |
| 出入口3 · 設有手扶梯            |      | 大橋國小                               |
| 註： 設有電梯 \| 設有手扶梯     |      |                                        |

## 歷史

### 戰前
- 1893年11月30日：全臺鐵路商務總局台北新竹段通車，大橋頭火車碼頭開始營運[4][5]。當時車站約位於現民權延平路口（原大橋派出所）一帶。
- 1895年：日本領台後臨時臺灣鐵道隊復駛時，不再設站[6]。

### 台北捷運
- 2000年：報請行政院核定增設本站，命名為「大橋國小站」。
- 2010年7月5日：大橋國小站改以所在地的地名「大橋頭」更名為「大橋頭站」[7]。
- 2010年11月3日：新莊線大橋頭站隨著新莊線「大橋頭－忠孝新生」與蘆洲線「蘆洲－大橋頭」段正式通車而啟用[8]（p. 230）。
- 2012年1月5日：新莊線新北市段「輔大－大橋頭」正式通車，新增「輔大－忠孝新生」營運模式[8]（p. 230）。
- 2019年10月24日:新莊線大橋頭站1A出入口正式啟用。

在新莊線與蘆洲線全線通車後，橘線的列車營運模式分為「迴龍—南勢角」（新莊線與中和線相互直通）以及「蘆洲—南勢角」（蘆洲線經新莊線與中和線相互直通），兩種列車共同行經自南勢角站至本站，於通過淡水河過河隧道後分歧。

## 利用狀況
根據2024年12月資料，本站每日旅運量約為27,470，在台北捷運各站中排行第61名。
| 年   | 年間      | 年間      | 年間      | 年間  | 單日平均 | 單日平均 |
| 年   | 上車      | 下車      | 上下車計  | 來源  | 上車     | 上下車   |
| ---- | --------- | --------- | --------- | ----- | -------- | -------- |
| 2010 | 385,604   | 363,634   | 749,238   | [ 9 ] | 6,536    | 12,699   |
| 2011 | 1,942,731 | 1,799,818 | 3,742,549 | [ 9 ] | 5,323    | 10,254   |
| 2012 | 3,064,971 | 2,768,135 | 5,833,106 | [ 9 ] | 8,374    | 15,937   |
| 2013 | 3,678,162 | 3,172,713 | 6,850,875 | [ 9 ] | 10,077   | 18,770   |
| 2014 | 4,108,694 | 3,470,473 | 7,579,167 | [ 9 ] | 11,257   | 20,765   |
| 2015 | 4,491,432 | 3,756,860 | 8,248,292 | [ 9 ] | 12,305   | 22,598   |
| 2016 | 4,715,807 | 3,944,807 | 8,660,614 | [ 9 ] | 12,885   | 23,663   |
| 2017 | 4,780,880 | 3,946,538 | 8,727,418 | [ 9 ] | 13,098   | 23,911   |
| 2018 | 4,920,095 | 4,089,443 | 9,009,538 | [ 9 ] | 13,480   | 24,684   |

## 相片集

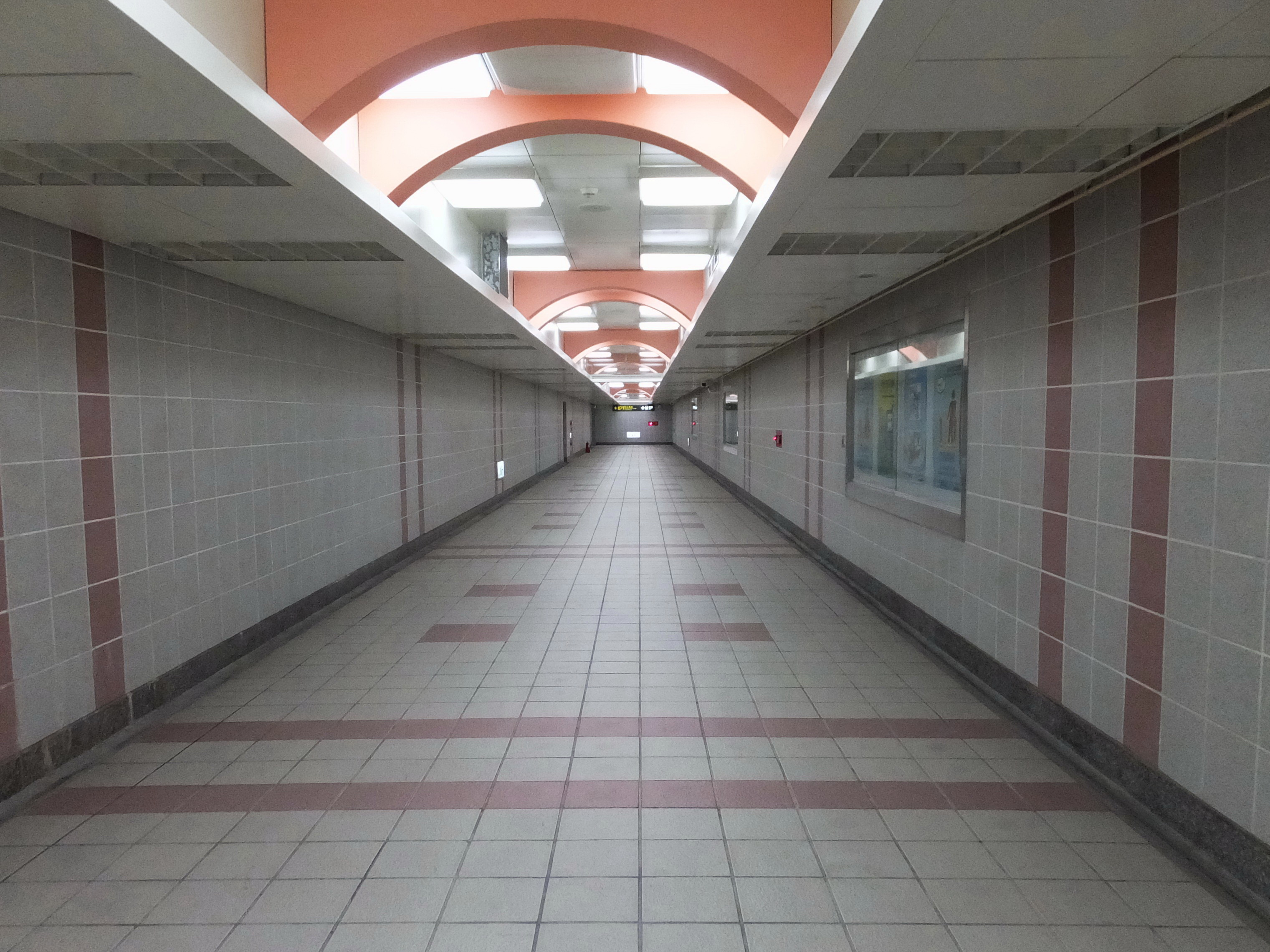
B1通道層
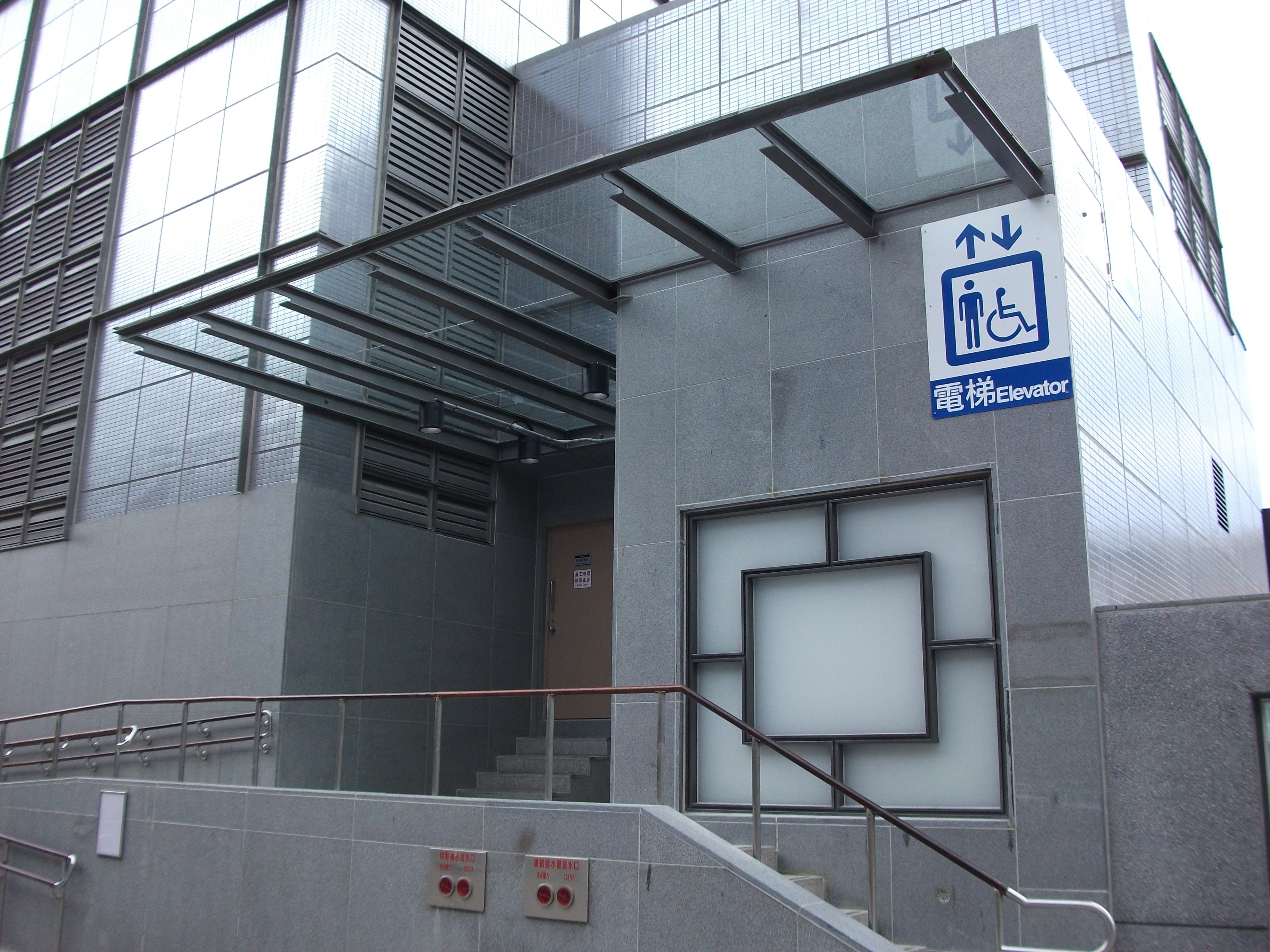
台北捷運橘線大橋頭站1號出口電梯
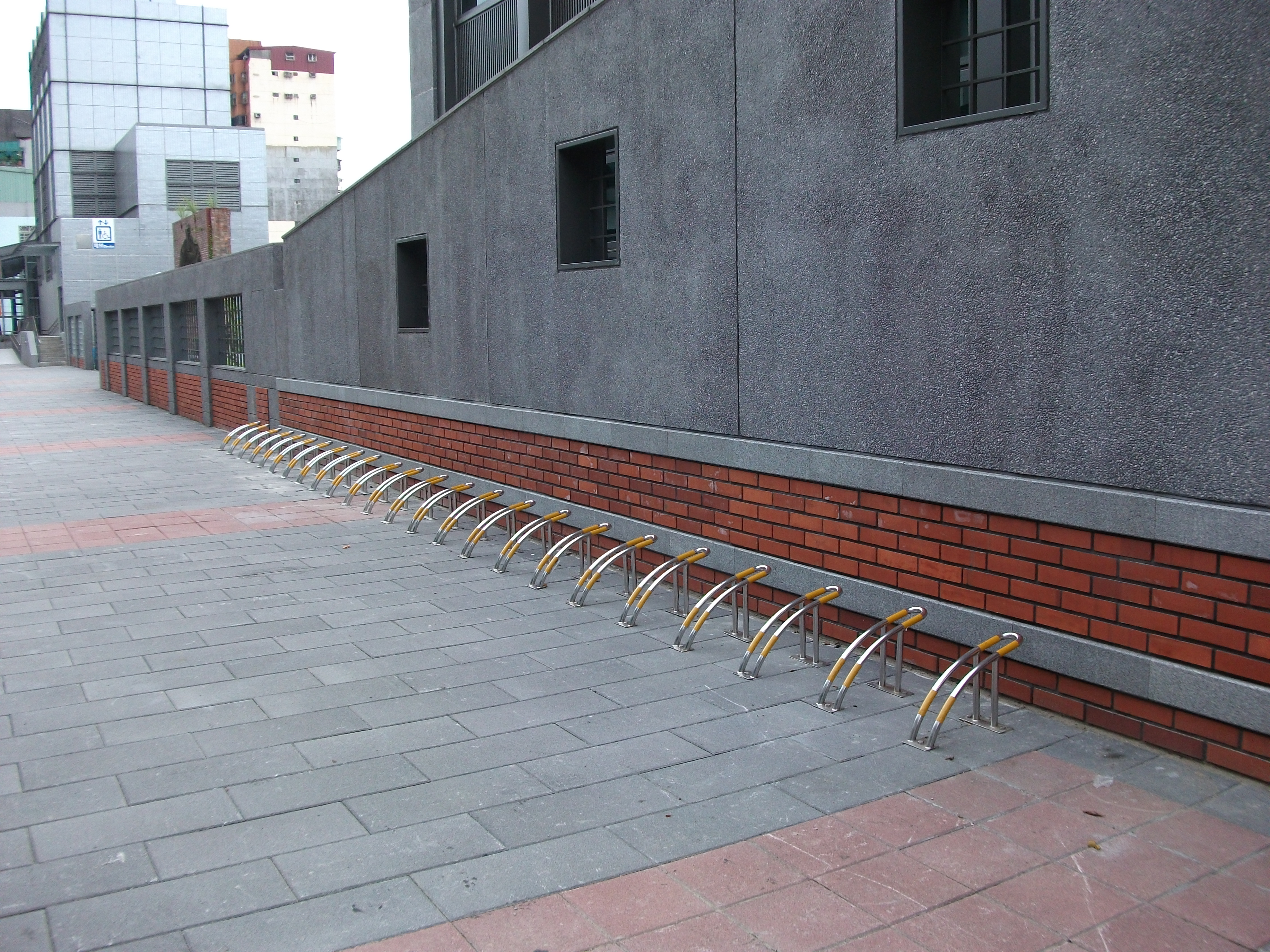
大橋頭站2號出口台北市公共自行車租賃系統捷運大橋頭站2號出口
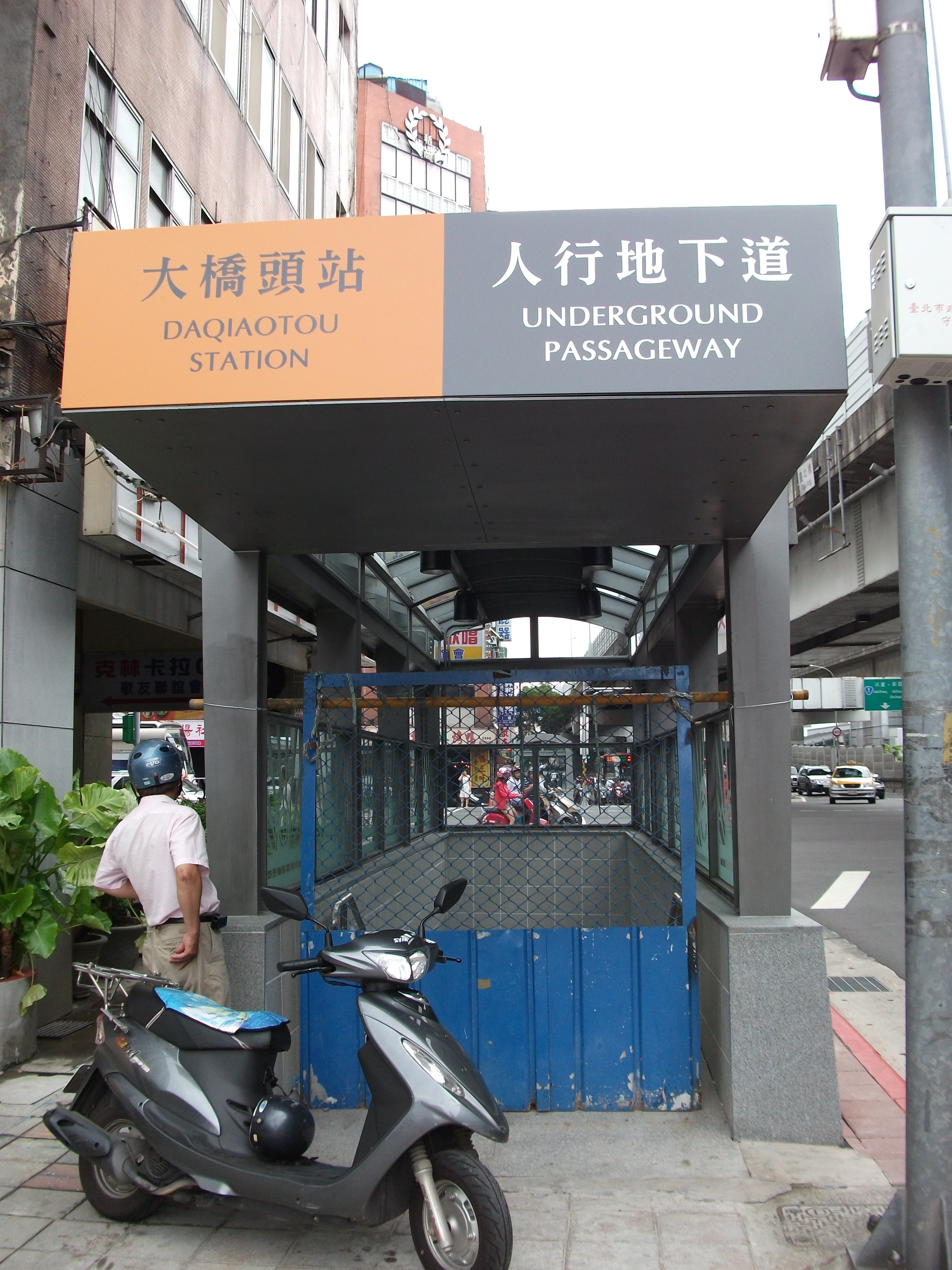
大橋頭站共構地下道（重慶北路二段)
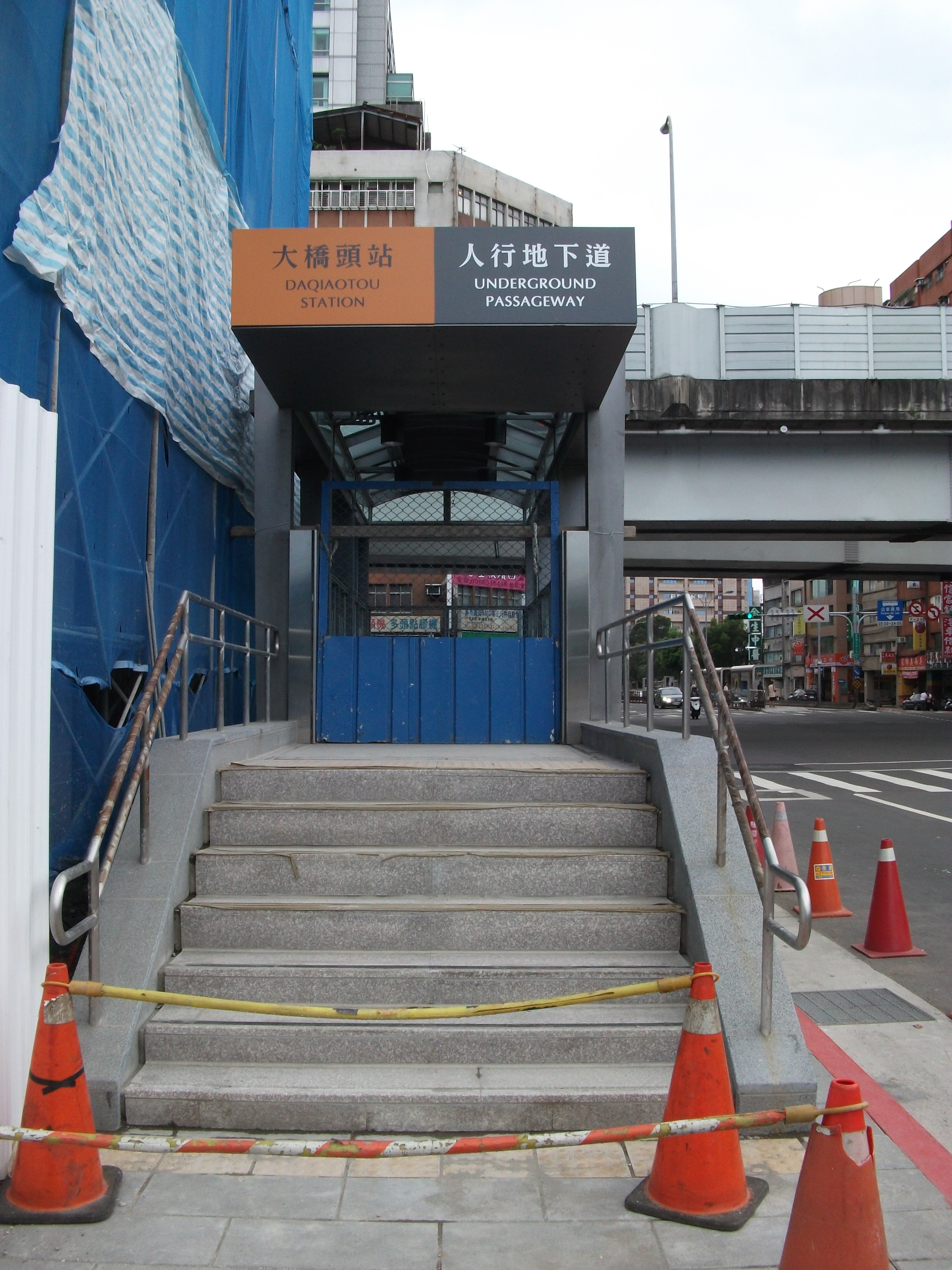
大橋頭站共構地下道（重慶北路三段）]

## 公共藝術
本站於穿堂層的牆面設有四件公共藝術，分別為「出發點」及「物件故事」、「大河再舞」以及「搖籃」。

## 車站周邊
| | |
| - 大橋國小 - 民權國中 - 永樂國小 - 太平國小 - 稻江商職 - 台北大橋 - 台北普願宮 - 延三觀光夜市 - 大稻埕慈聖宮 - 台北和安宮 - 台北覺修宮 - 臺北市政府警察局大同分局大橋派出所 - 德鄰公園 - 蘭州公園 | - 臺北市公共自行車租賃系統 - 捷運大橋頭站(1A出口) - 捷運大橋頭站(2號出口) - 民權延平路口(西北側) - 群環科技股份有限公司 - 大橋市場 - 台北橋郵局 - 台北市政府消防局大同分隊 |

## 公車資訊
| 編號     | 經營業者            | 區間                      | 備註                                  |
| -------- | ------------------- | ------------------------- | ------------------------------------- |
| 2        | 首都客運            | 臺北海院－臺大醫院        |                                       |
| 9        | 大都會客運          | 社子國小－萬華            |                                       |
| 41       | 大都會客運          | 北士科－捷運大安站        |                                       |
| 63       | 大都會客運          | 舊宗路－臺北車站          |                                       |
| 215      | 光華巴士            | 臺北海院－臺北車站        |                                       |
| 223      | 大南汽車            | 關渡－青年公園            |                                       |
| 250      | 光華巴士            | 北士科－青年公園          | 例假日停駛。                          |
| 255      | 首都客運            | 雙溪－臺北車站            | 例假日停駛                            |
| 274      | 大都會客運          | 蘆洲－臺北車站            |                                       |
| 288      | 大南汽車            | 兒童新樂園－吳興街        |                                       |
| 300      | 中興巴士            | 故宮－衡陽路              |                                       |
| 302      | 大南汽車            | 關渡宮－萬華              |                                       |
| 304重慶  | 中興巴士            | 故宮博物院－永和          |                                       |
| 306      | 三重客運 大都會客運 | 蘆洲－凌雲五村 舊莊－蘆洲 |                                       |
| 639      | 三重客運            | 樹林－北門                | 屬於新北市區公車。                    |
| 641      | 三重客運            | 五股坑－臺北車站          |                                       |
| 704      | 三重客運            | 八里－北門                | 回程停靠此站。 屬於新北市區公車。     |
| 757      | 指南客運            | 淡海－臺北                | 三段票收費。                          |
| 785      | 三重客運            | 凌雲寺－北門              | 屬於新北市區公車。                    |
| 820      | 中興巴士            | 泰山－捷運民權西路站      | 屬於新北市區公車。                    |
| 重慶幹線 | 大都會客運          | 天母－東園                | 原601                                 |
| 966      | 三重客運            | 竹林山觀音寺－臺北車站    | 屬於新北市區公車。 原國道客運1210路線 |
| 966副    | 三重客運            | 林口轉運站－臺北車站      | 屬於新北市區公車。                    |
| 1816     | 國光客運            | 臺北－桃園                | 屬於國道客運。                        |
| 1818     | 國光客運            | 臺北－中壢                | 屬於國道客運。                        |
| 1822     | 國光客運            | 臺北－新竹                | 屬於國道客運。                        |
| 1823     | 國光客運            | 臺北－竹南                | 屬於國道客運。                        |
| 1824     | 國光客運            | 臺北－苗栗                | 屬於國道客運。                        |
| 1829     | 國光客運            | 臺北－員林                | 回程停靠此站。 屬於國道客運。         |
| 1830     | 國光客運            | 臺北－北斗                | 回程停靠此站。 屬於國道客運。         |
| 1834     | 國光客運            | 臺北－嘉義                | 回程停靠此站。 屬於國道客運。         |
| 1835     | 國光客運            | 臺北－阿里山              | 回程停靠此站。 屬於國道客運。         |
| 1836     | 國光客運            | 臺北－新營                | 回程停靠此站。 屬於國道客運。         |
| 1837     | 國光客運            | 臺北－臺南                | 回程停靠此站。 屬於國道客運。         |
| 1838     | 國光客運            | 臺北－高雄                | 回程停靠此站。 屬於國道客運。         |
| 1961     | 大有巴士            | 臺北－大園                | 回程停靠此站。 屬於國道客運。         |
| 2001     | 汎航通運            | 臺北－桃園                | 屬於國道客運。                        |
| 2011     | 豪泰客運            | 臺北－新竹香山牧場        | 屬於國道客運。                        |
| 9003     | 三重客運、新竹客運  | 臺北－新竹                | 屬於國道客運。                        |

## 腳註

### 來源資料
1. 1 2  . 臺北大眾捷運股份有限公司. 2021-01-15.
2. ↑  .   [2010-12-04]. （原始内容存档于2010-11-12）.
3. ↑  馬英九：捷運增大橋國小站　促進大同區發展.大紀元.2006-09-21
4. ↑  李永昌.  (PDF). 臺灣鐵路管理局. 2017年4月: 頁76  [2020-01-05]. ISBN 978-986-05-1933-4. 原始内容存档于2018-08-31.
5. ↑  桃園縣政府. . 桃園縣政府. 2010年9月: 頁8  [2020-01-05]. ISBN 9789860243697. （原始内容存档于2020-04-05）. 國家圖書館
6. ↑  . . 臺灣總督府鐵道部 (國立國會圖書館 數位典藏). 1910年: 頁207  [2022-01-20]. （原始内容存档于2022-01-21）. 鐵道収有後ハ基隆，水返脚，臺北，海山口，桃仔園，中壢，太湖口，新竹ノ八停車場トス。後年營業組織ニ入リテヨリ其ノ區間ニ七堵，淡水橋左岸，紅毛田、新車，錫口ノ五停車場ヲ增置シ十三停車場トナル。今其ノ設置ノ事由ヲ左ニ掲ク
7. ↑  臺北市政府捷運工程局－捷運新莊線「大橋國小站」更名為「大橋頭站」.臺北市政府捷運工程局東區工程處.2010-08-11 （页面存档备份，存于）
8. 1 2  徐榮崇. . 臺北市文獻委員會. 2015年12月  [2020-01-05]. ISBN 9789860469875. （原始内容存档于2020-12-07）.
9. ↑  臺北捷運公司. . 2019-02-26  [2019-08-10]. （原始内容存档于2020-11-28）. 臺北市統計資料庫查詢系統
10. ↑  . 臺北市政府捷運工程局.   [2023-11-27].

- 臺北市商業處-商圈介紹-迪化街(商圈) （页面存档备份，存于）
- 臺北市商業處-商圈介紹-臺北大橋頭延三(商圈) （页面存档备份，存于）

## 外部連結
- 臺北大眾捷運股份有限公司 （页面存档备份，存于）
- 臺北市政府捷運工程局 （页面存档备份，存于）
- 大橋頭站位置圖（台北捷運公司） （页面存档备份，存于）
- 大橋頭站車站剖面相關位置圖（台北捷運公司） （页面存档备份，存于）
- 販賣店現況 （页面存档备份，存于）